# Herbert Spencer Gasser

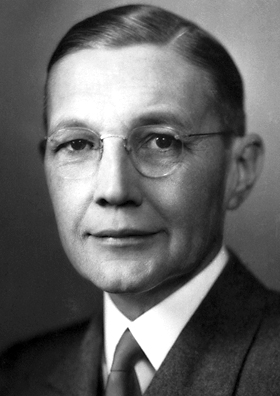
Herbert Spencer Gasser, Nobelpreisträger für Medizin 1944

Herbert Spencer Gasser (geboren am 5. Juli 1888 in Platteville (Wisconsin); gestorben am 11. Mai 1963 in New York) war ein US-amerikanischer Neurophysiologe. Für die Entdeckung der hochdifferenzierten Funktionen der einzelnen Nervenfasern erhielt er 1944 gemeinsam mit Joseph Erlanger den Nobelpreis für Physiologie oder Medizin.

## Leben
Herbert Spencer Gasser wurde am 5. Juli 1888 in Platteville in Wisconsin als Sohn des praktischen Arztes Herman Gasser, ursprünglich aus Dornbirn, und dessen Frau Jane Elisabeth, geborene Griswold, geboren. Er hatte einen jüngeren Bruder und eine jüngere Schwester.
Gasser beendete seine Schulausbildung auf der staatlichen Schule in Platteville im Jahr 1906 und ging daran anschließend an die University of Wisconsin, um auf Wunsch seines Vaters Medizin und Pharmakologie zu studieren. Sein Lehrer für Physiologie war Joseph Erlanger, mit dem er auch nach seinem Studium intensiv zusammenarbeitete. Er erhielt seinen Bachelor of Arts 1910 und 1911 seinen Master of Arts. Gasser blieb noch ein weiteres Jahr in Wisconsin als Assistent für Biochemie und beendete seine dortiges Studium, wobei er gemeinsam mit Arthur S. Loevenhart an der Physiologie des Gehirns bei Sauerstoffunterversorgung und mit Walter Joseph Meek an den Reaktionen des Herzens bei Beanspruchung forschte.
Anschließend ging er an die Johns Hopkins Medical School für seine klinischen Studien und wurde dort 1915 zum Doktor der Medizin promoviert. Nachdem er in Wisconsin ein Jahr Pharmakologie gelehrt hatte, ging er als Physiologe an die Washington University in St. Louis, wo er 1920 außerordentlicher und 1921 ordentlicher Professor für Pharmakologie wurde. Diesen Lehrstuhl behielt er bis zu seinem Wechsel an die Cornell University im Jahr 1931.
Von 1923 bis 1925 erhielt er ein Stipendium für ein Studium in Europa, wo er unter anderem mit Archibald Vivian Hill, Walther Straub, Louis Lapicque und Henry Hallett Dale arbeitete. 1931 wurde Gasser Professor für Physiologie und Leiter des Medizinischen Fachbereichs der Cornell Medical School in New York City. Von 1935 bis 1953 war er Direktor des Rockefeller Institute for Medical Research, an dem er auch nach seiner Emeritierung blieb.
Herbert Spencer Gasser war unverheiratet und starb am 11. Mai 1963.

## Werk
Während seiner Tätigkeit an der Johns Hopkins Medical School beschäftigte sich Gasser kurz mit dem Thema der Blutgerinnung. Während des Ersten Weltkriegs arbeitete er im Rahmen der Chemischen Kriegsführung als Pharmakologe des Chemical Warfare Service an der American University in Washington, D.C. Auch im Zweiten Weltkrieg beschäftigte er sich mit chemischen Waffen, diesmal mit Senfgas sowie der Muskelkontraktion und -empfindlichkeit für Nikotin und Acetylcholin.
Seine Hauptbeschäftigung galt der Elektrophysiologie der Nervenfasern, die er gemeinsam mit Joseph Erlanger untersuchte. Durch die Einführung verbesserter Technik in die Physiologie, vor allem die Entwicklung und Verwendung besserer Oszilloskope auf der Basis der Kathodenstrahlröhre (Kathodenstrahloszilloskop), konnten sie bessere Ergebnisse erzielen, als dies mit dem bis dahin gebräuchlichen Saitengalvanometer von Willem Einthoven möglich war. Gasser und Erlanger entwickelten präzise Messtechniken für die Analyse der sehr schwachen elektrischen Impulse der Nervenzellen, indem sie die Möglichkeiten zur Registrierung praktisch verzögerungsfreien Darstellung der Nervenimpulse nutzten. Bereits 1922 konnten die beiden Wissenschaftler das Oszilloskop zur ersten exakten Aufzeichnung von Nervenimpulsen und zur Bestimmung der Nervenleitgeschwindigkeit nutzen. Die Unterschiede der Ergebnisse auf die unterschiedlichen Leitfähigkeiten führten sie auf unterschiedliche Nerventypen zurück.
1924 konnten Gasser und Erlanger nachweisen, dass spezifische Empfindungen wie Schmerz, Kälte und Hitze nur von spezifischen Nervenzellen weitergeleitet werden. Durch diese Arbeiten wurde ein besseres Verständnis der Impulsleitung der Nerven etwa bei Schmerzwahrnehmung und Reflexen ermöglicht. Sie wiesen zudem nach, dass die Nerven aus verschiedenen Fasertypen mit unterschiedlicher Geschwindigkeit der Reizweiterleitung bestehen, und dass dickere Nervenfasern die Nervenimpulse schneller leiten als dünnere. Auf der Basis ihrer Messungen entwickelten sie 1939 eine Klassifikation der Nerven nach ihrer Leitgeschwindigkeit in drei Hauptgruppen, wobei sie auch die unterschiedliche und schwankende Erregbarkeit und andere Faktoren berücksichtigten.
Das von Erlanger und Gasser entwickelte und bis heute gebräuchliche System zur Einteilung der Leitungsgeschwindigkeit nach Nervenleitgeschwindigkeiten und Durchmesser bezieht sich auf motorische (efferente) und sensorische (afferente) Nervenzellen. Ein weiteres System wurde von David P. C. Lloyd und Carlton C. Hunt entwickelt, das sich auf sensorische Nervenzellen bezieht und parallel verwendet wird. In beiden System wurden die Werte in Tierexperimenten an der Hauskatze bestimmt, beim Menschen sind die Leitungsgeschwindigkeiten etwa 25 % geringer.
Einteilung der Leitungsgeschwindigkeit nach Erlanger/Gasser
| Fasertyp/-klasse (nach Erlanger/Gasser) | Leitungsgeschwindigkeit | Durchmesser | efferent zu:                      | afferent von / (Einteilung nach Lloyd/Hunt):              |
| --------------------------------------- | ----------------------- | ----------- | --------------------------------- | --------------------------------------------------------- |
| Aα                                      | 60–120 m/s              | 10–20 µm    | Skelettmuskel (extrafusal)        | Skelettmuskel: Muskelspindel (Ia), Golgi-Sehnenorgan (Ib) |
| Aβ                                      | 40–90 m/s               | 7–15 µm     |                                   | Hautrezeptoren (Berührung, Druck) (II)                    |
| Aγ                                      | 20–50 m/s               | 4–8 µm      | Skelettmuskel (intrafusal)        |                                                           |
| Aδ                                      | 10–30 m/s               | 2–5 µm      |                                   | Hautrezeptoren (Temperatur, schneller Schmerz) (III)      |
| B                                       | 5–20 m/s                | 1–3 µm      | präganglionäre Viszeroefferenzen  |                                                           |
| C (ohne Myelinscheide)                  | 0,5–2 m/s               | 0,5–1,5 µm  | postganglionäre Viszeroefferenzen | langsamer Schmerz, Thermorezeptoren (IV)                  |

## Ehrungen
Für die Entdeckung der hochdifferenzierten Funktionen der einzelnen Nervenfasern erhielt er 1944 gemeinsam mit seinem ehemaligen Lehrer Joseph Erlanger den Nobelpreis für Physiologie oder Medizin.
Gasser erhielt für seine Arbeiten die Ehrendoktorwürde an den Universitäten von Pennsylvania, Rochester, Wisconsin, Columbia, Oxford, Harvard, Paris, Brüssel, Louvain, Washington (St. Louis) und der Johns Hopkins Medical School. Darüber hinaus war er Mitglied unter anderem der National Academy of Sciences (USA), der American Philosophical Society (1937), der Association of American Physicians und der American Physiological Society, außerdem war er Ehrenmitglied der Physiological Society (Great Britain), der Asociación Médica Argentina. und der Royal Society of Edinburgh.
1948 wurde Gasser in die American Academy of Arts and Sciences gewählt. 1954 erhielt er die George M. Kober Medal.

## Veröffentlichungen
1936 wurde Gasser zum Editor des The Journal of Experimental Medicine ernannt, im Jahr 1937 veröffentlichte er als Co-Autor das Buch Electrical Signs of Nervous Activity. Hinzu kamen zahlreiche wissenschaftliche Veröffentlichungen im Bereich der Physiologie.